# 八木朋子
八木 朋子（やぎ ともこ、1970年8月3日 - ）はバブル期に活躍したモモコクラブ出身のアイドル。福岡県出身。麻生福岡短期大学（現・九州情報大学）卒業。菊池桃子の物真似が得意だった。

## 人物
モモコクラブ（出席番号1044番）を経て1989年4月、短大入学と同時に地元福岡のラジオ番組「HiHiHi」の女性アシスタントである「象足シスターズ」の第四期生となり、畠田理恵を少し洋風にしたキュートな美貌で男性リスナーのハートを掴んだ。また、モモコクラブとの関連で当時の人気アイドルだった西邑理香と頻繁に交流していた。1992年には角川書店「ザテレビジョン」主催のオーディションにも出場している。尚、現在は活動していない。